# Iréne Vestman

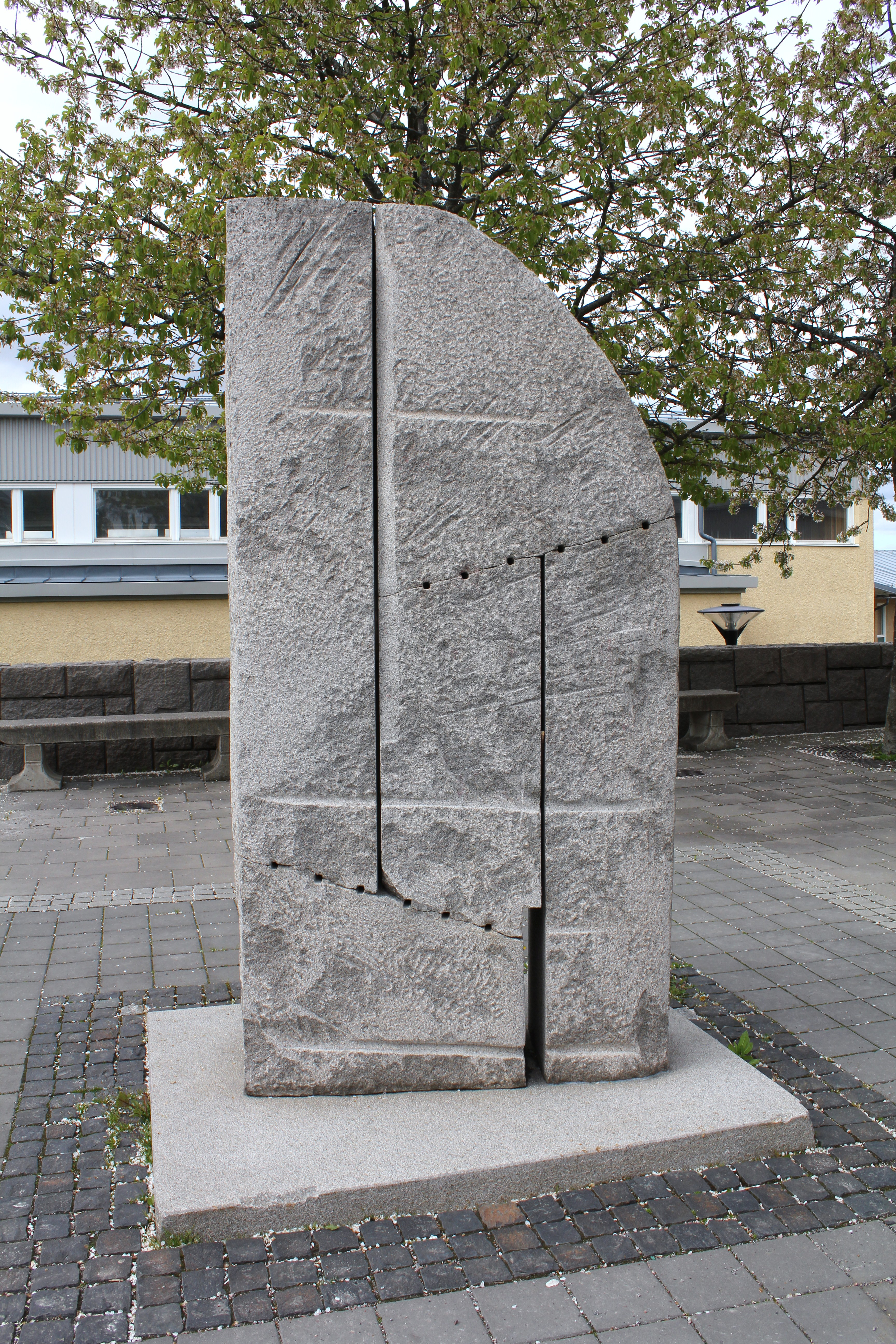
Fragment ur naturens arkitektur I–V i Östberga i Stockholm

Iréne Margareta Vestman, född 23 juli 1951 på Köpmanholmen, är en svensk skulptör. 
Iréne Vestman växte upp på Köpmanholmen. Hon utbildade sig på Konstfack i Stockholm 1975–1980 och Kungliga Konsthögskolan i Stockholm 1980–1985. Hon debuterade på Örnsköldsviks konsthall 1982. 
Hon har varit lärare i skulptur på Konstskolan Idun Lovén i Stockholm. Hon är ledamot av Konstakademien sedan 2009.
Iréne Vestman utvaldes i januari 2016 att gestalta en av de nya planerade tunnelbanestationerna i Stockholmsregionen.

## Offentliga verk i urval
- Näskom, bohusgranit, 2013, Slåtterdalsskrevan i Nätra, Örnsköldsvik[2]
- Kalk, röd kalksten, 2013, Gärdesparken i Mariestad
- Reflektion över sittandes historia, betong, 2007, uppehållsrum i Ronna Skola i Södertälje
- Geocentrums entré, Stockholms universitet,  2004
- Markrelief, granit, 2003, Geocentrum II, Lund
- Fragment ur naturens arkitektur I–V, granit, 1992, Östberga torg, Stockholm
- Fragment ur naturens arkitektur,  Arken i Örnsköldsvik